# SUSE
SUSE是一家总部位于德国的软件公司，创立于1992年,以提供企业级Linux为主要业务。
SUSE提供了名为SUSE Linux Enterprise的企业级Linux发行版，并参与包括openSUSE在内的多个开源项目的开发。

## 历史

### 创立
1992年，罗兰・罗杰夫（Roland Dyroff）、托马斯・费尔（Thomas Fehr）、伯查德·斯坦比尔德（Burchard Steinbild）和休伯特·曼特尔（Hubert Mantel）创立了S.u.S.E.，这是德文“软件和系统开发”的缩写。

### Novell时期
2004年1月13日，Novell以2.1亿美元现金交易完成了对SUSE的收购。

### Attachmate时期
2011年4月27日，Attachmate集团完成了对Novell的收购，SUSE因此成为Attachmate集团旗下部门。

### Micro Focus时期
2014年12月20日，Micro Focus与Attachmate完成合并，SUSE因此成为Micro Focus集团一员。

### 独立企业时期
2019年3月16日，成长型投资公司殷拓集团从Micro Focus完成对SUSE的收购，SUSE因此成为独立企业。